# Patuha

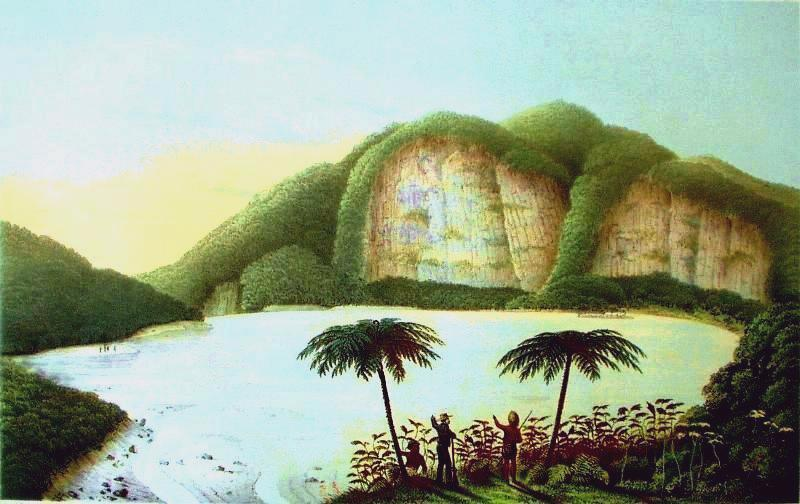
Kawah Putih (1856)

Patuha (Indonesisch: Gunung Patuha) is een stratovulkaan op het Indonesische eiland Java in de provincie West-Java, ten zuidwesten van Bandung.
In een van de kraters heeft zich een kratermeer gevormd, Kawah Putih (witte krater) genaamd.